# Nikolaus (Münsterberg)
Nikolaus von Münsterberg (auch: Nikolaus der Kleine; polnisch: Mikołaj Mały Ziębicki; * zwischen 1322 und 1327; † 23. April 1358 in Ungarn) war 1341–1358 Herzog von Münsterberg.

## Leben
Nikolaus entstammte dem schlesischen Zweig der Piasten. Seine Eltern waren Herzog Bolko II. von Münsterberg und Jutta († 1342), Witwe des Trentschiner Herzogs Matthäus IV. 
Nach dem Tod seines Vaters Bolko II. 1341 übernahm Nikolaus die Regierung des Herzogtums Münsterberg. Da sein Vater am 29. August 1336 mit dem Vertrag von Straubing den 1335 abgeschlossenen Vertrag von Trentschin anerkannte und Münsterberg dadurch ein böhmisches Erblehen wurde, huldigte Nikolaus am 24. August 1341 in Prag dem böhmischen König Johann von Luxemburg und dessen Sohn, dem Markgrafen Karl IV. Am 14. August 1343 verkaufte Nikolaus die Stadt Zobten an Bolko II. von Schweidnitz. Da Nikolaus von seinem Vater gewaltige Schulden übernahm, und das Herzogtum durch Verpfändungen und Verkäufe große Ländereien verloren hatte, musste sich Nikolaus am 14. Oktober 1343 dem böhmischen Königshaus gegenüber verpflichten, sein Herzogtum Münsterberg niemals zu verkaufen oder zu verpfänden. Für den Fall, dass er zum Verkauf gezwungen wäre, räumte er dem König ein Vorkaufsrecht ein und auch falls er keine männlichen Nachkommen haben würde, sollte sein Herzogtum der Krone Böhmen zufallen. 
1343 oder früher vermählte sich Nikolaus mit Agnes von Lichtenburg († 1370), deren Eltern Heinrich Schleb von Lichtenburg (Hynek Žlebský z Lichtenburka) und Agnes/Anežka, Tochter des Wilhelm von Landstein gewesen sein sollen.
Während seiner Herrschaft trat die Stadt Münsterberg 1344 einem Abkommen bei, mit dem Räuber und Wegelagerer verfolgt werden sollten. Im selben Jahr erhielt die Stadt von Herzog Nikolaus das Obergericht verliehen und 1348 auch die Gerichtsbarkeit über die Juden.
1355 begleitete Nikolaus den nunmehrigen böhmischen König Karl IV. zu dessen Kaiserkrönung nach Rom. Anschließend hielt sich Nikolaus einige Zeit in Prag auf und kehrte erst 1356 nach Münsterberg zurück. 1357/1358 unternahm er eine Wallfahrt ins Heilige Land. Auf der Rückreise starb er am 23. April 1358 in Ungarn. Sein Leichnam wurde nach Münsterberg überführt und anschließend in der Familiengruft des Klosters Heinrichau beigesetzt.

## Nachkommen
1. Bolko III., Herzog von Münsterberg
2. Heinrich I. (* ~1346/50; † ~1366/1370) Kanoniker in Breslau
3. Ludmilla († ~1368/73), die vermutlich mit Siemowit III. von Masowien verheiratet war
4. Agnes († ~1424/34); Klarissin bei St. Klara in Strehlen
5. Jutta/Guta (* ~1344; † 1413); Abtissin des Klarissenklosters in Breslau
6. Katharina (* ~1358), Klarissin in Strehlen